# Andreas Walther III

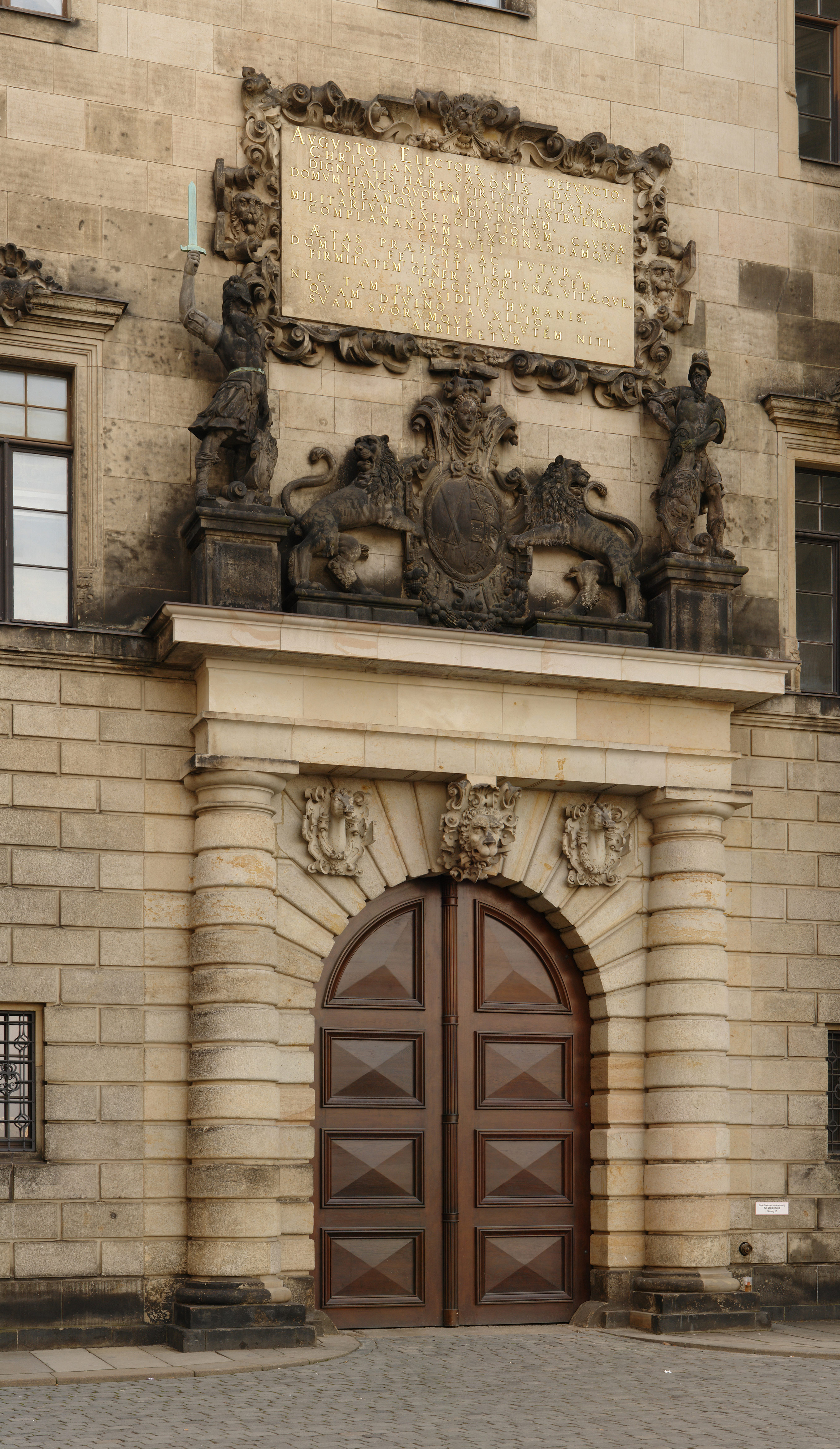
Dresdner Schloss, Jagdtor als Zugang zum Stallhof ab 1586, links neben Georgentor

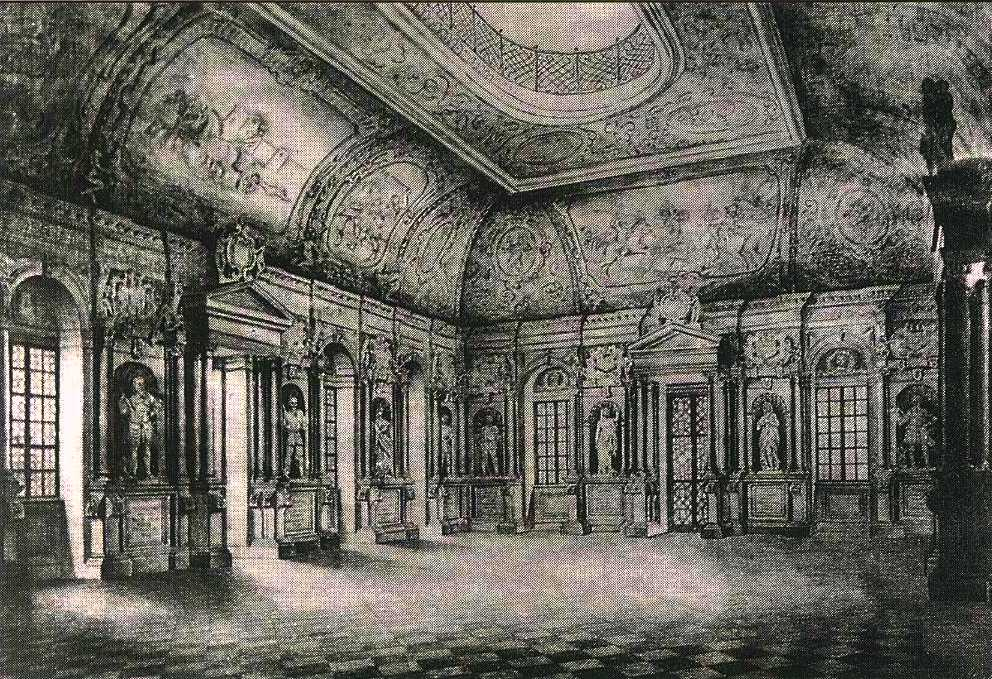
Dresden, Lusthaus auf der Brühlschen Terrasse ab 1589, Obergeschoss mit den Figuren deutscher Kaiser und sächsischer Fürsten (moderne Rekonstruktion)

Andreas Walther (* um 1560 in Breslau; † Mai 1596 in Dresden) war ein deutscher Bildhauer der späten Renaissance, der ab 1586 in Dresden eine große Werkstatt mit Verbindungen zum kursächsischen Hof führte. Zur Abgrenzung gegenüber anderen tätigen Künstlern gleichen Namens wie Andreas Walther I (Bildhauer, 1506 bis 1568) und Andreas Walther II (Bildhauer, 1530 bis 1583) wird er als Andreas Walther III oder Andreas Walther III. bezeichnet.

## Leben
Andreas Walter III entstammt der schlesisch-sächsischen Künstlerfamilie Walther. Er wurde vermutlich in Breslau als erster Sohn von Andreas Walther II geboren, der 1567 wegen der Pest von Breslau nach Dresden umsiedelte und in der Werkstatt seines Vetters Hans Walther II Arbeit und Kontakte zu Auftraggebern fand. Andreas Walther III ist der ältere Bruder der Dresdener Bildhauer Christoph Walther IV (um 1572–1626), Michael Walther (um 1574–1624) und Sebastian Walther (1576–1645), die ihn alle lange überlebten und die Dresdener Werkstatttradition weiterführten.
In seiner Jugend arbeitete Andreas für seinen erkrankten Vater bei der Ausführung bildhauerischer Werke mit und vollendete mit 25 Jahren zum Beispiel das Epitaph für Heinrich Pack in der Delitzscher Stadtkirche St. Peter und Paul.
Bis zu seinem Tod im Jahr 1586 führte in Dresden sein Onkel Hans Walther II die große Bildhauerwerkstatt mit Verbindungen zum kurfürstlichen Hof, in die Andreas Walthers III Vater 1567 aus Breslau kommend eingetreten war. Diese führende Rolle übernahm nun der Neffe Andreas Walther III und realisierte für den Architekten und Oberzeugmeister Paul Buchner an dessen Bauten die plastischen Arbeiten. Im Mittelpunkt der Aufgaben stand zuerst der 1586 begonnene Stallhof, dann das 1589 begonnene Lusthaus (Ausbau und Gestaltung des Obergeschosses) auf der Brühlschen Terrasse, das Pirnaische Tor von 1590 und das Ziegeltor in Dresden sowie die Festung Königstein.
Andreas Walther III verstarb im Mai 1596 in Dresden und wurde am 14. Mai 1596 im Waltherschen Familienschwibbogen auf dem Frauenkirchhof beigesetzt. Seine Aufgaben übernahmen nun für die nächsten Jahrzehnte seine jüngeren Brüder.
Andreas Walther III wird als „Meister des Dresdner Manierismus“ charakterisiert.

## Werke, Auswahl
- 1583 bis 1585: Vollendung des Epitaphs für Heinrich von Pack († 1588) in der Delitzscher Stadtkirche.
- 1586: Gußeiserne Ofenplatte mit dem Motiv Reiterschlacht, Rathaus Beuthen an der Oder.
- 1586: Gußeiserne Ofenplatte für das zukünftige Stallgebäude mit dem Motiv Roß und Reiter in den feurigen Abgrund springend, Marcus Curtius, Landesmuseum für Sächsische Volkskunst Dresden.
- 1586 bis 1589: Pferdeköpfe, Wappenschilder und plastischer Schmuck an den zwei Portalen zum Jüdenhof am Johanneum (ehem. Stallgebäude) Dresden sowie am rückwärtigen Tor in den Stallhof.
- 1587 bis 1588: Plastischer Dekor am Jagdtor in den Stallhof am Residenzschloss Dresden sowie ein von zwei Löwen gehaltenes Kurwappen mit seitlichen Kriegerfiguren über dem Tor.
- 1589 bis 1590: Allegorische Skulpturen am Tor zum kleinen Schlosshof Dresden.
- 1591?: Plastischer Schmuck am Eingangsportal der Festung Königstein.
- 1593: Zwei deutsche Kaiserstatuen für das Lusthaus auf der Brühlschen Terrasse, durch Explosion 1747 zerstört.
- 1591: ornamentierte Sandsteinsäule mit dem Standbild der Justitia ohne Augenbinde am alten Rathaus in Görlitz.[2]
- 1593: ein lebensgroßes Reiterstandbild des sächsischen Kurfürsten Christian I. am Pirnaischen Tor, 1760 durch Beschießung Dresdens im Siebenjährigen Krieg zerstört.
- 1594: Dianabrunnen für den Lustgarten in Dresden nach einem Entwurf von Giovanni Maria Nosseni.

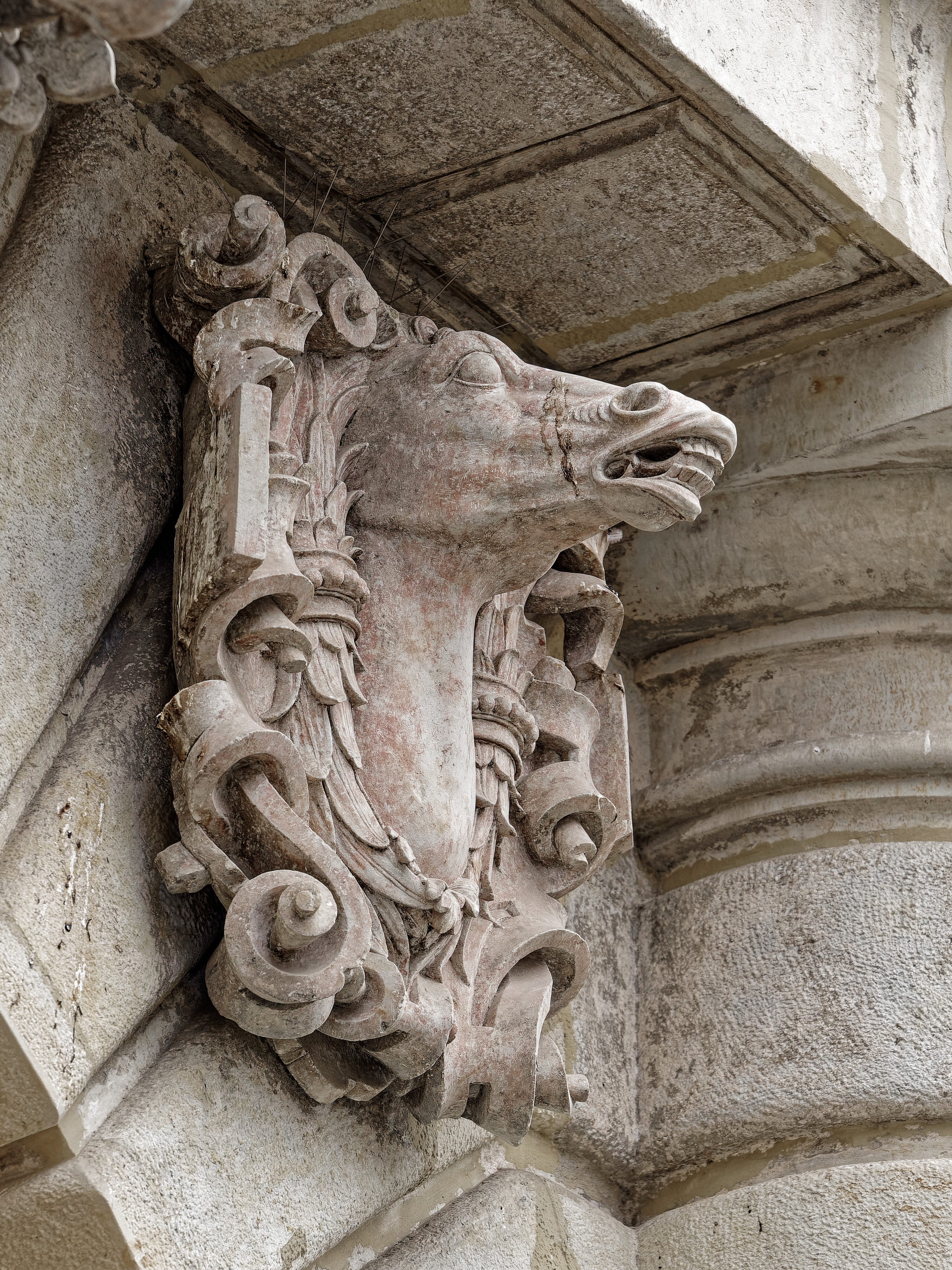
Dresden, das Johanneum (Stallgebäude) mit der Fassade zum Jüdenhof
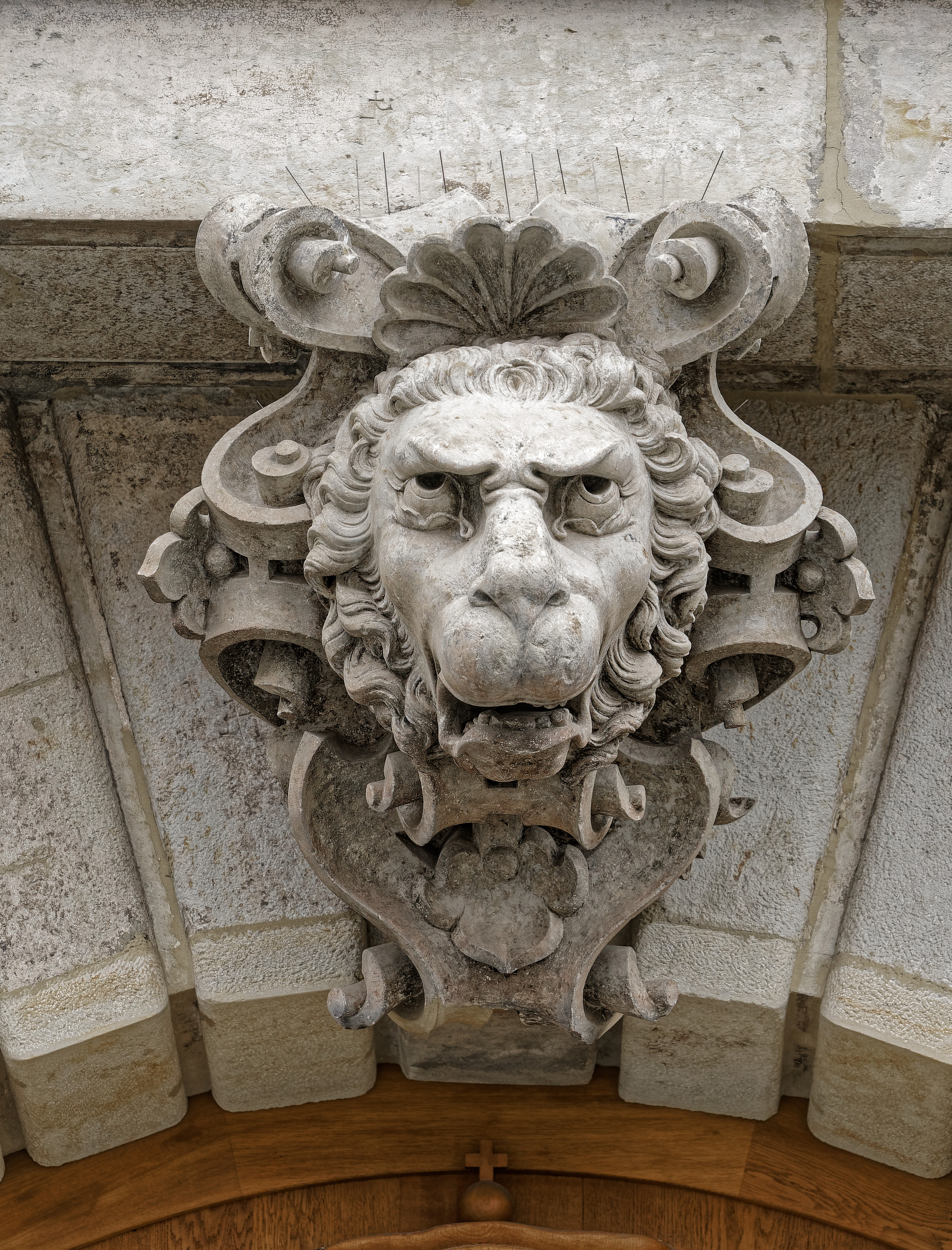
Dresden, das Johanneum (Stallgebäude) mit der Fassade zum Jüdenhof
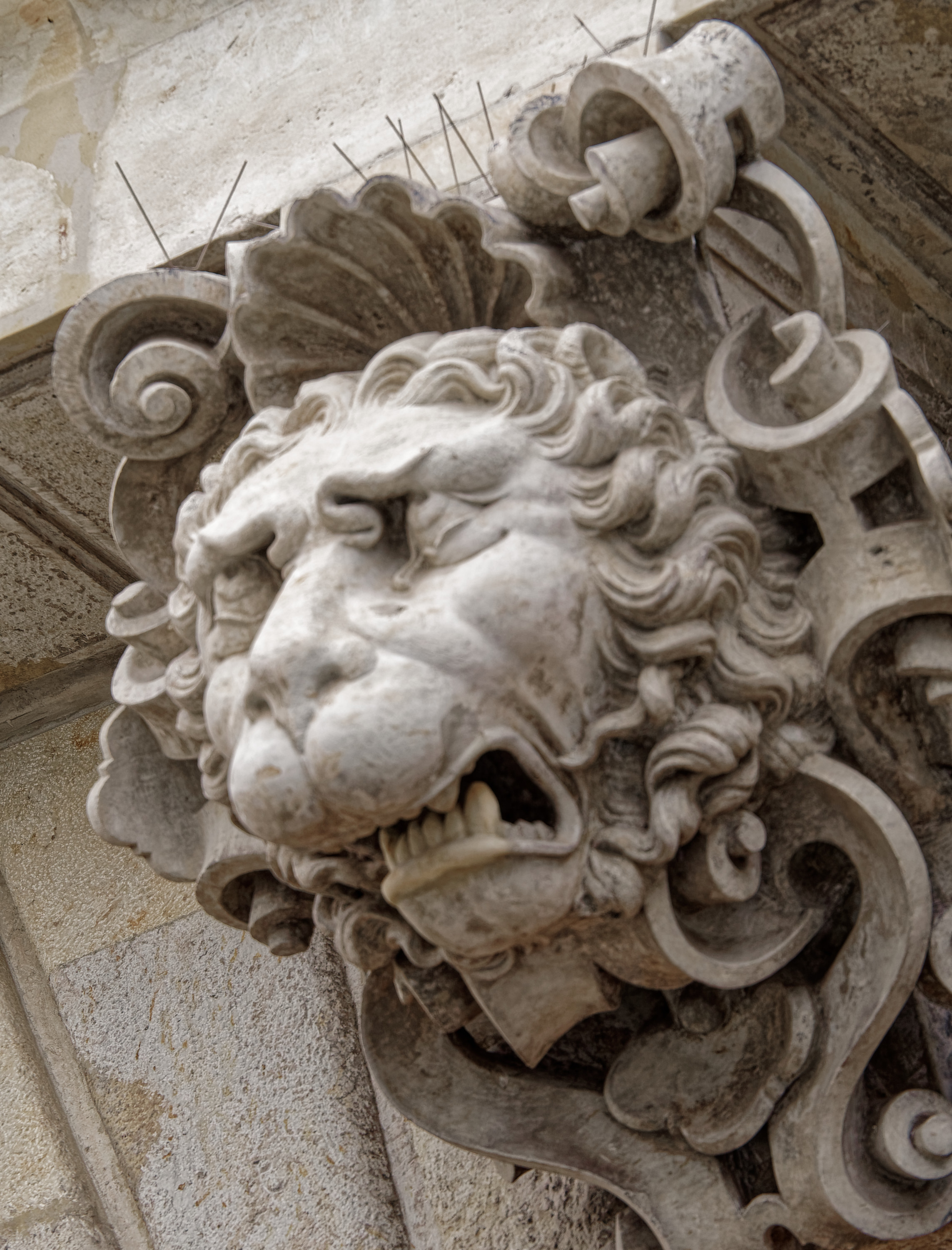
Dresden, das Johanneum (Stallgebäude) mit der Fassade zum Jüdenhof
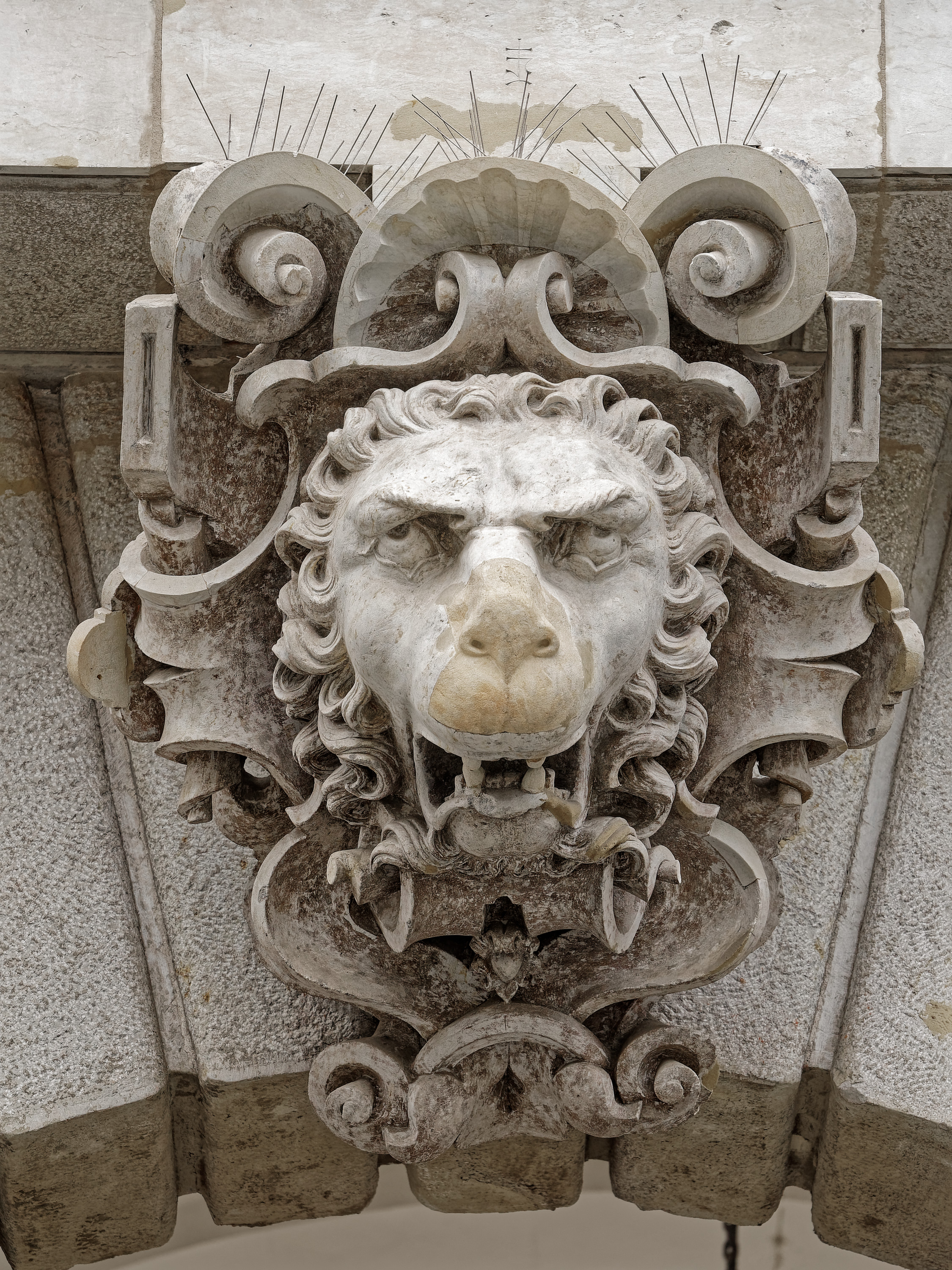
Dresden, das Johanneum (Stallgebäude) Tor in den Stallhof
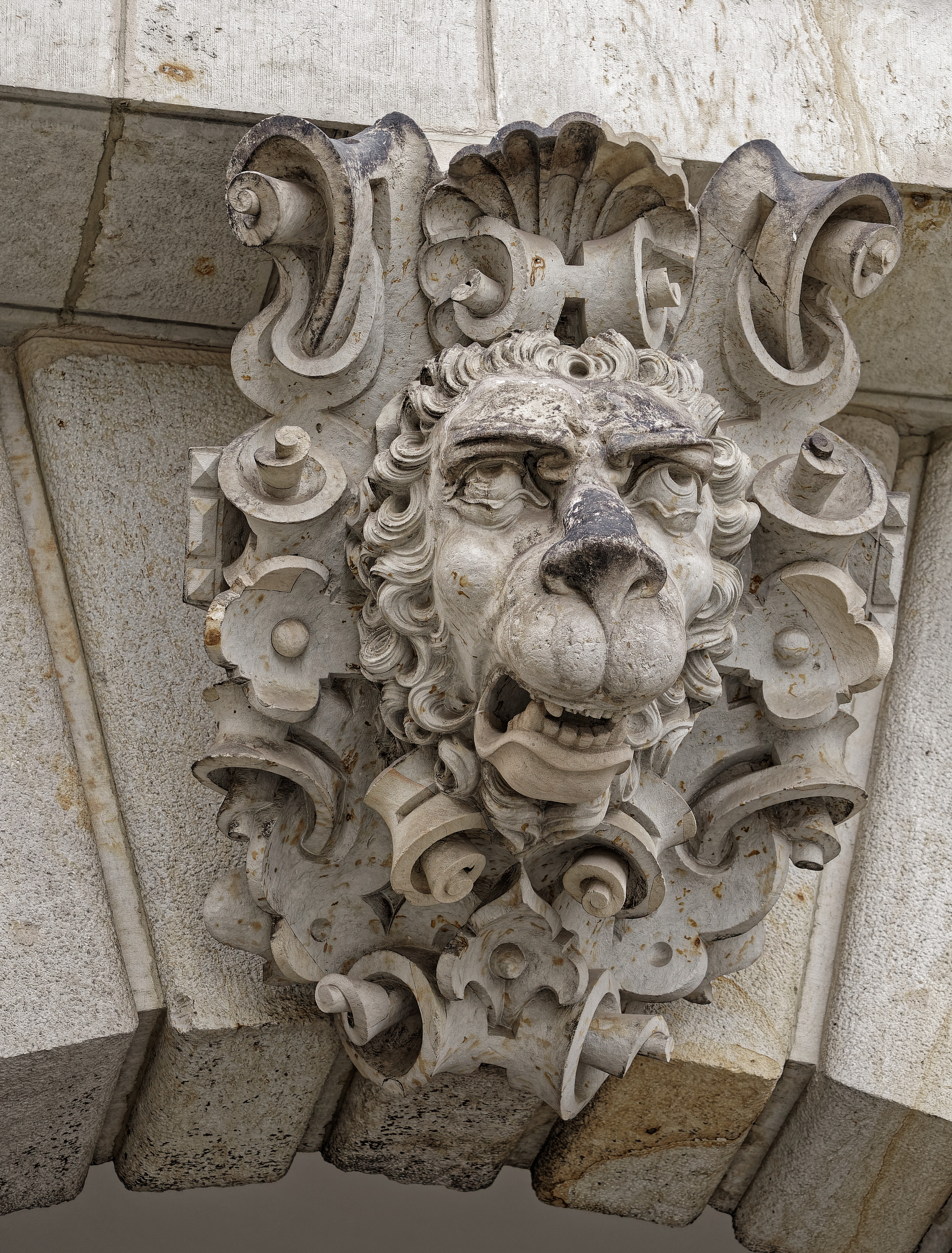
Dresden Stallhof – Bauplastik am Jagdtor
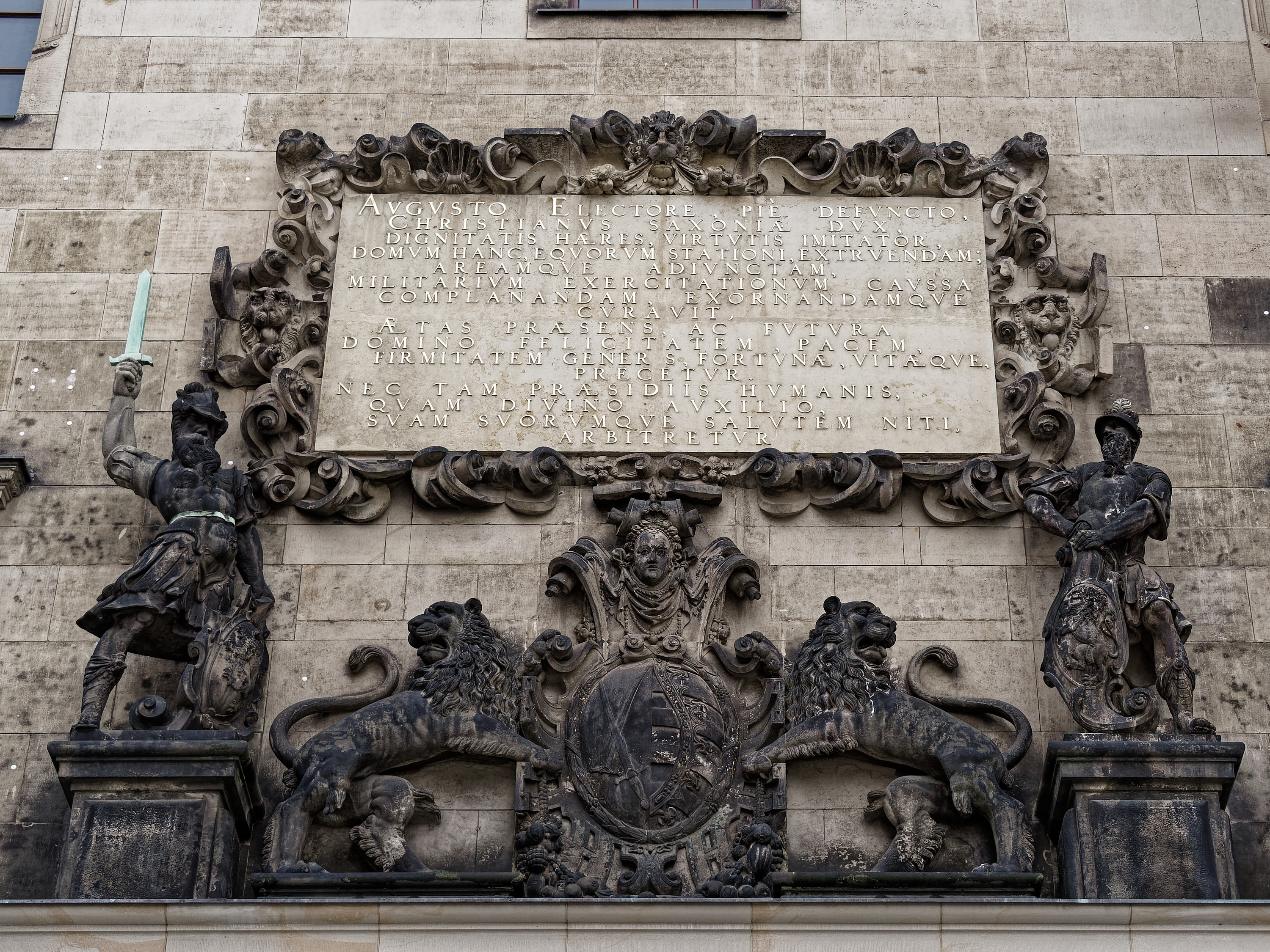
Dresden Stallhof – Bauplastik am Jagdtor
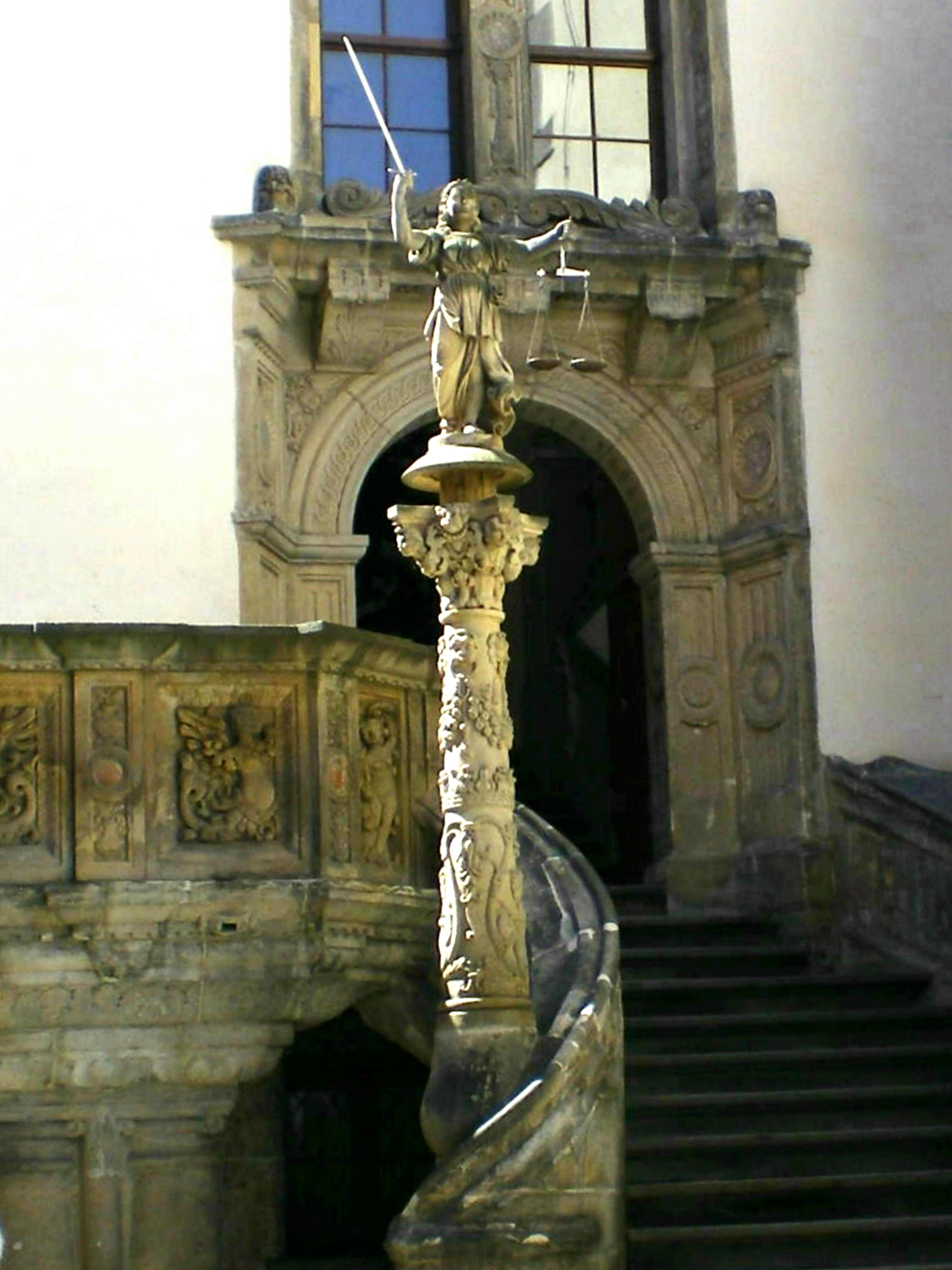
Görlitz, Altes Rathaus, ornamentierte Sandsteinsäule mit dem Standbild der Justitia (1591)